# Exyston chinensis
Exyston chinensis là một loài tò vò trong họ Ichneumonidae.